# Emma delle Hawaii
Emma delle Hawaii (nata Emma Na'ea Rooke; Honolulu, 2 gennaio 1836 – Honolulu, 25 aprile 1885) è stata regina consorte delle isole Hawaii, dal 1856 al 1863, in quanto coniuge del re Kamehameha IV.

## Biografia
Importante figura nella storia, soprattutto sociale, dell'arcipelago. Di nobili origini e con un avo materno inglese, sposò appena ventenne, nel 1856 nella chiesa di Sant'Andrea, il re Kamehameha IV appena salito al trono. Nel maggio 1858 nacque l'unico figlio, Alberto, che, di fragile salute, morirà quattro anni dopo. Il nome era stato imposto per omaggiare il principe di Galles, secondogenito della regina Vittoria di Gran Bretagna, madrina di battesimo per procura del piccolo principe.
La giovane sovrana prestò particolare attenzione ai temi socio-culturali del regno al fine di migliorare le condizioni di vita dei sudditi: rappresentazioni teatrali e biblioteca, scuole, un centro medico (tuttora esistente e a lei intitolato), salvaguardia dei diritti della donna, degli anziani e dell'infanzia.
La regina condivideva pienamente la politica estera del marito volta a contrastare la forte influenza degli Stati Uniti sulle Hawaii (che culminerà nel 1893 con l'annessione) e l'unico modo era quello di schierarsi con il Regno Unito. Kamehameha IV aveva anche conosciuto a Londra l'autorevole principe consorte Alberto di Sassonia-Coburgo-Gotha.
Ripropose, altresì, nel palazzo ‘Iolani di Honolulu, la tranquilla e austera atmosfera che caratterizzava la corte vittoriana. Incontrò nel 1865 la monarca britannica, capo del più grande impero del mondo, soggiornando nel castello di Windsor: Vittoria espresse nel proprio diario un giudizio lusinghiero nei confronti di Emma.
Il 30 novembre 1863 il ventinovenne re morì a causa di un'asma cronica. Emma, ora regina vedova, si trasferì subito dal palazzo reale alla sua residenza privata, ma proseguì la personale attività sugli affari dello Stato. In quanto discendente dal primo sovrano hawaiiano Kamehameha I e legittimata in questo dal consorte, poteva ambire a succedergli personalmente sul trono, anche perché benvoluta dal popolo (sarà effigiata pure su un francobollo). I notabili del regno, però, le preferirono il cognato Kamehameha V, poi i cugini Lunalilo (il quale, per rafforzare la propria candidatura, le offrì di sposarlo, ma la richiesta fu declinata) e Kalākaua.
Morì nel 1885 all'età di 49 anni. La chiesa anglicana locale l'ha santificata unitamente al marito. Dopo un solenne funerale è stata sepolta nel mausoleo reale (Mauna 'Ala) nella tomba di Kamehameha IV e del loro figlio.

## Galleria d'immagini

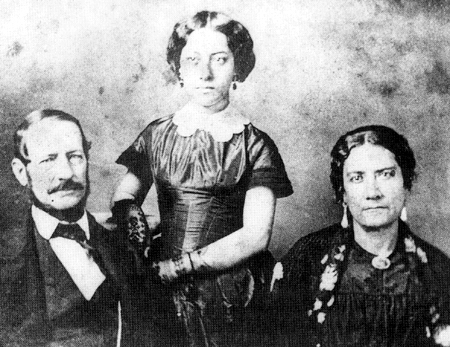
Emma con i genitori
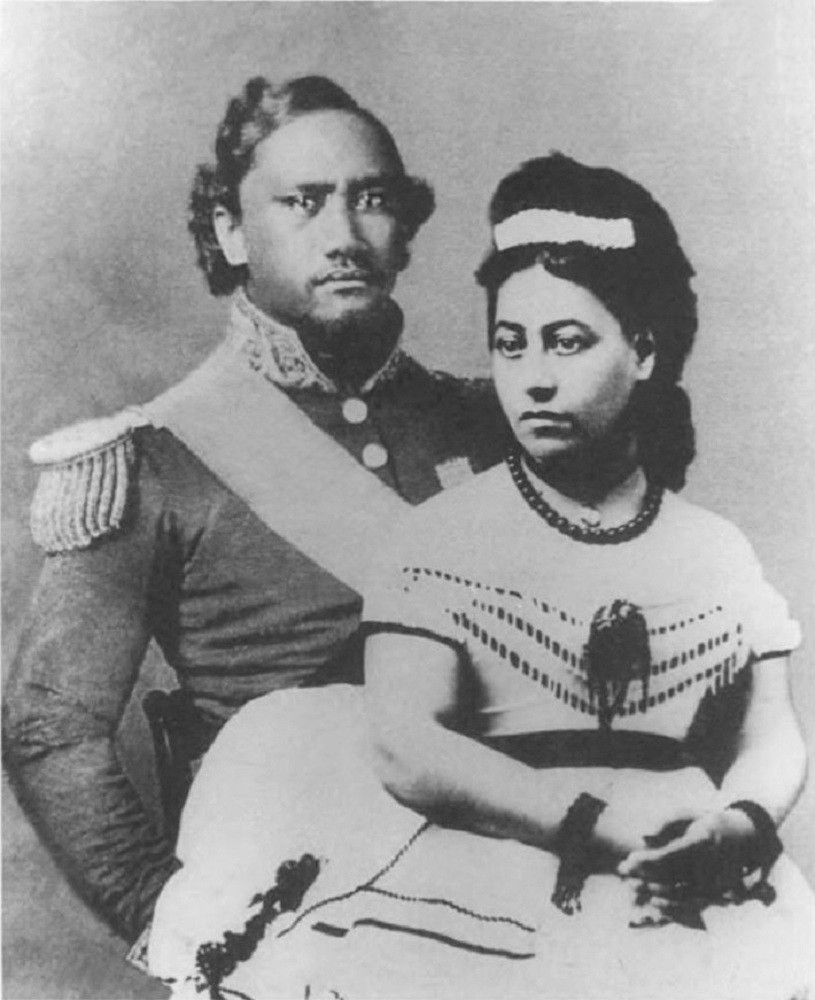
Emma con il consorte
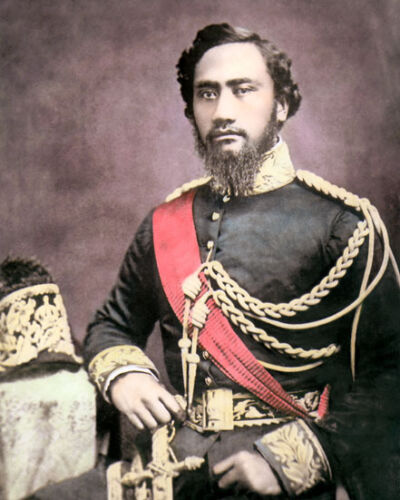
Kamehameha IV
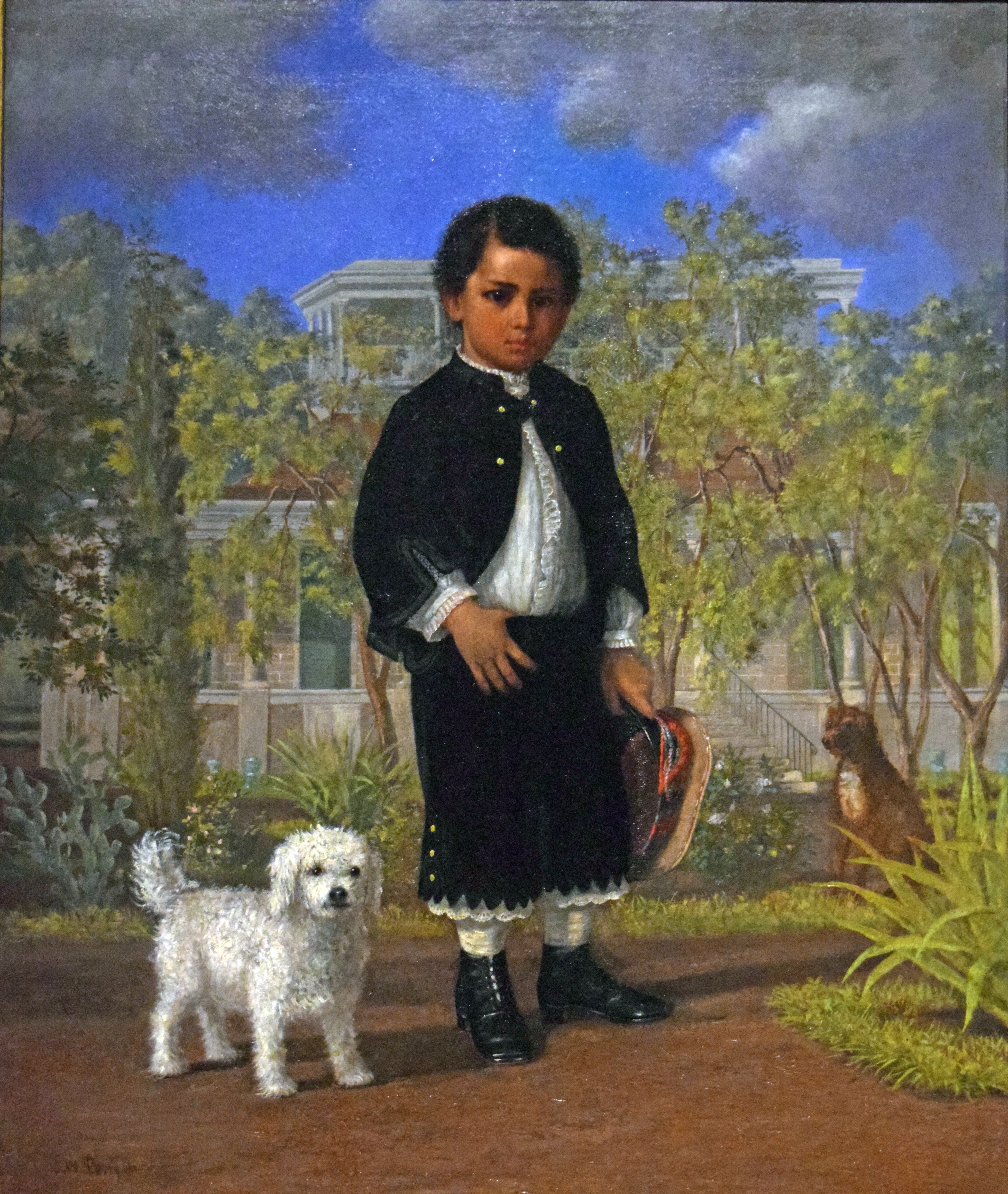
Il principe Alberto
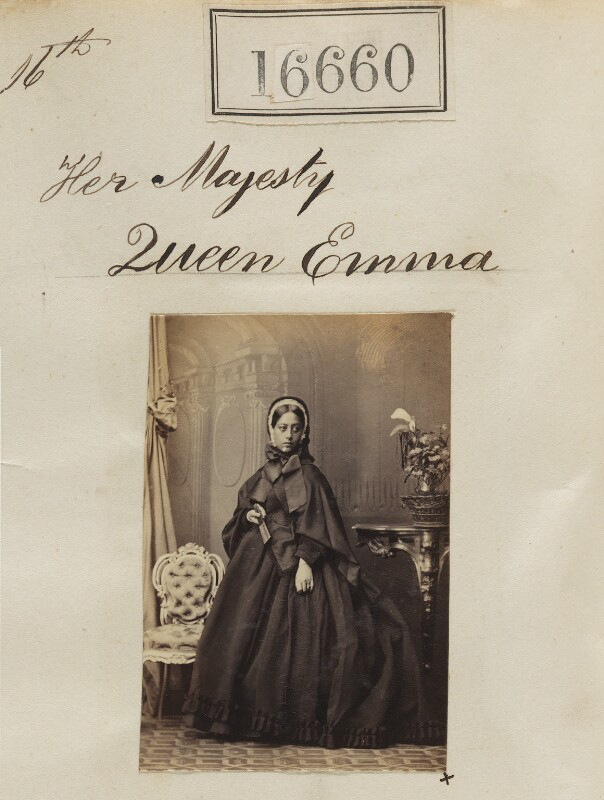
La regina vedova
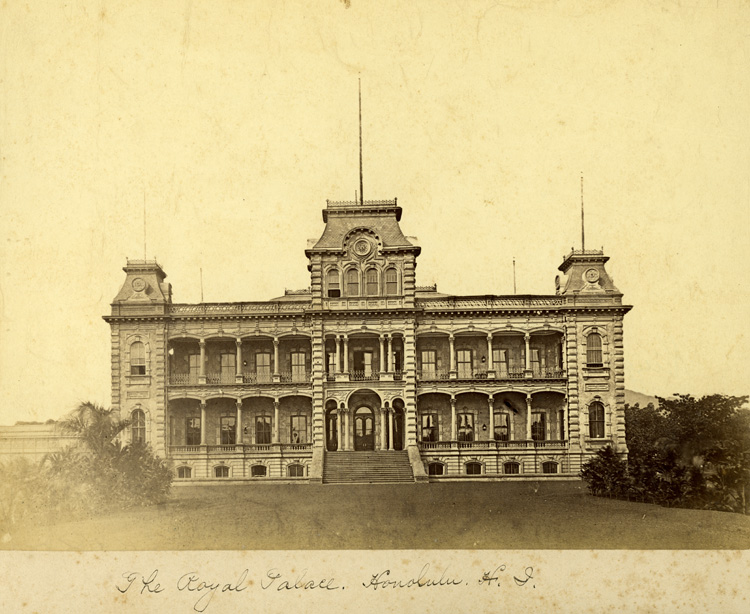
Il palazzo reale ‘Iolani
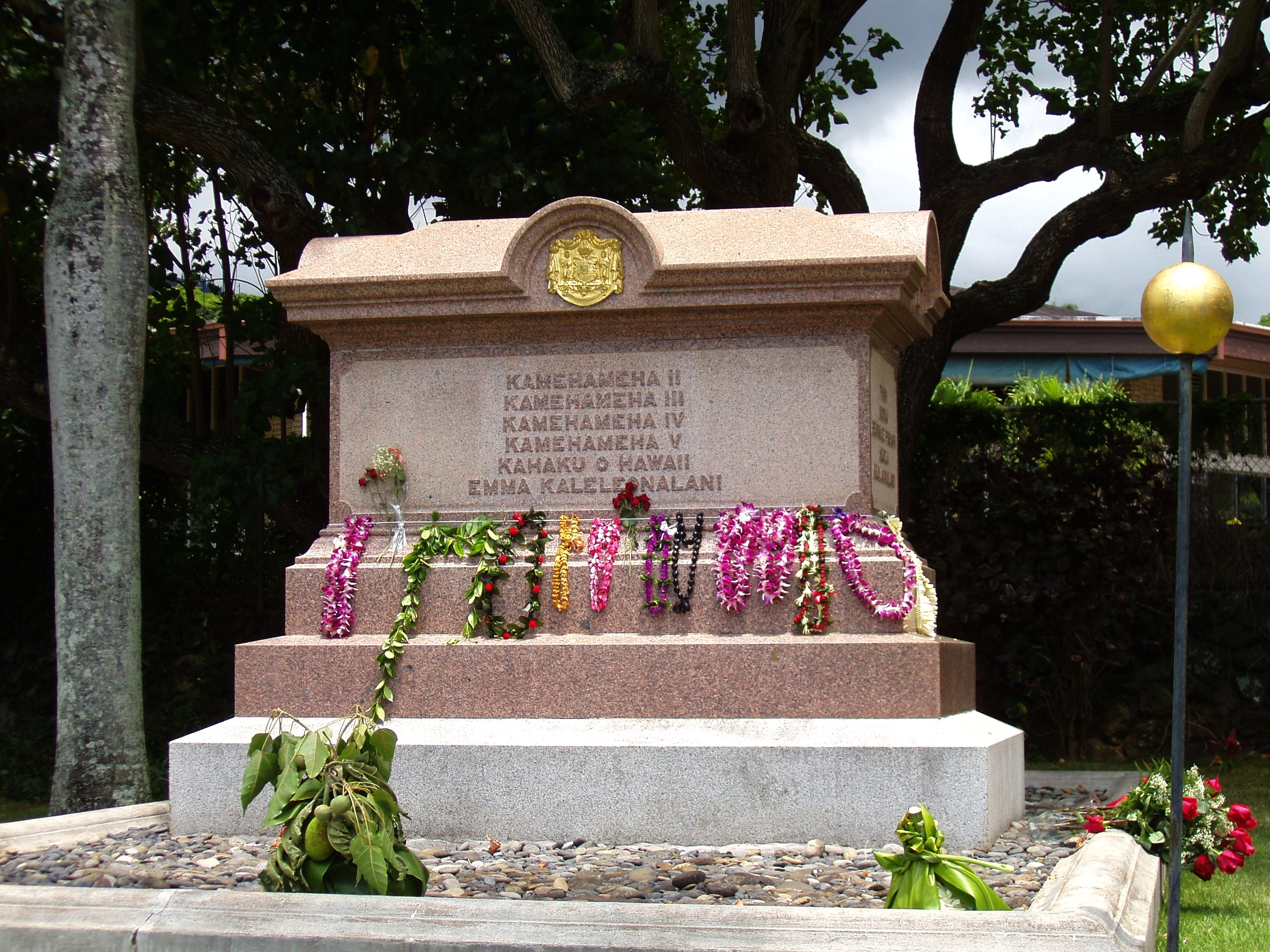
Il mausoleo reale